# 城隍阁

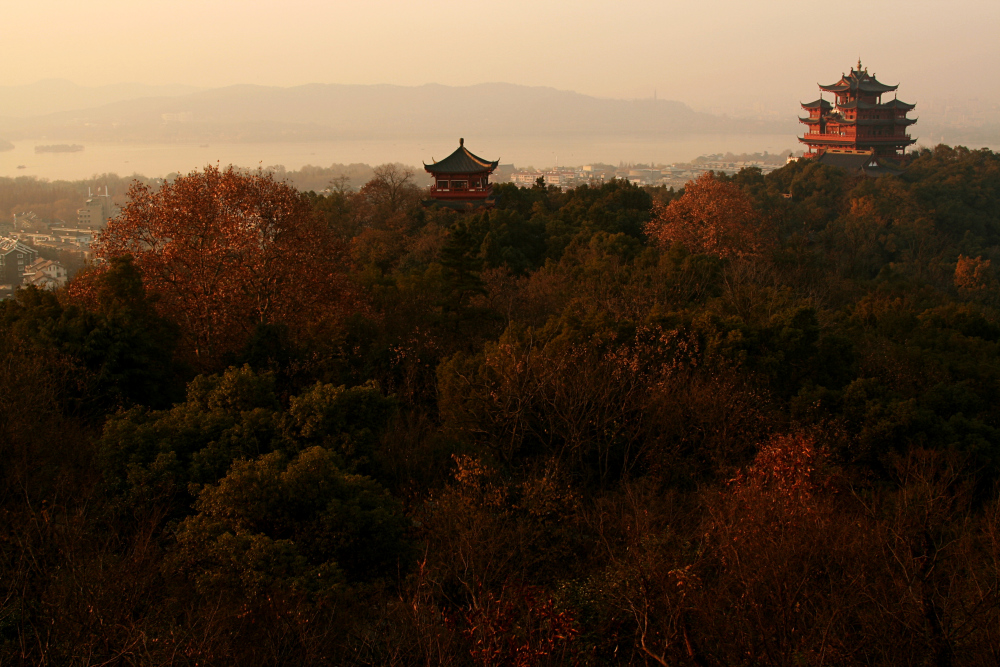
城隍阁

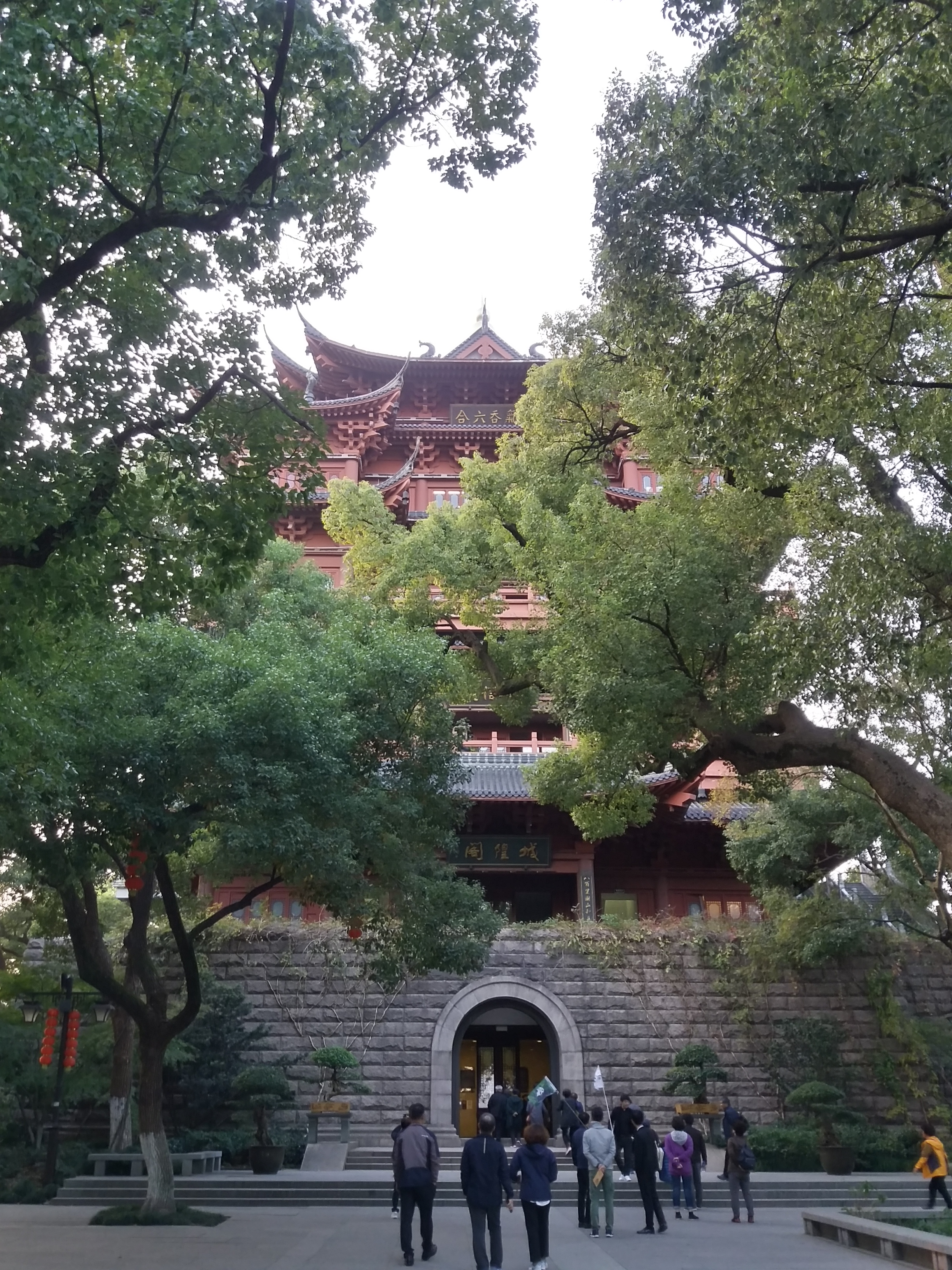
城隍阁

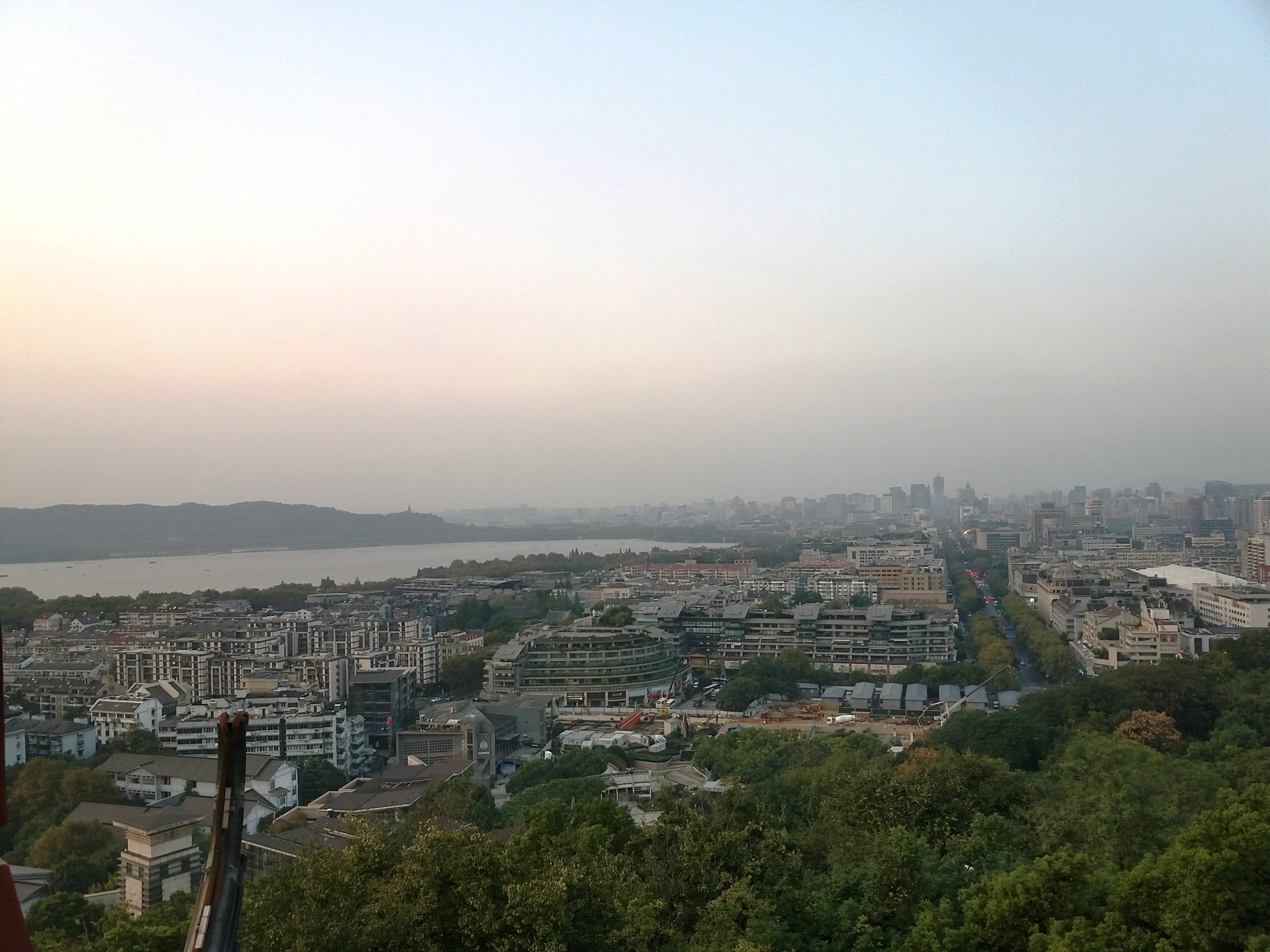
城隍阁眺望杭州城和西湖

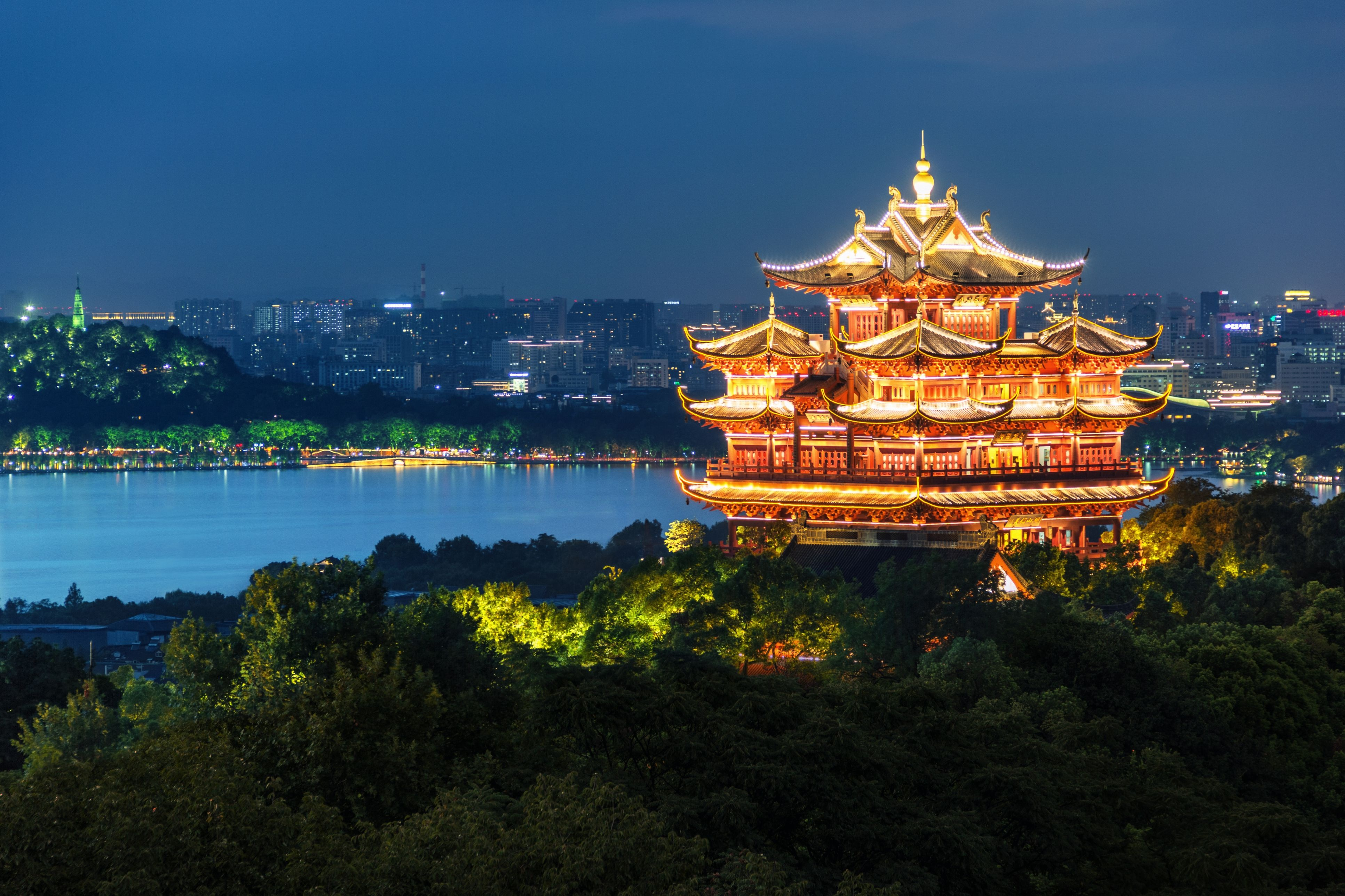
城隍阁眺望杭州城和西湖夜景

城隍阁坐落在中华人民共和国浙江省杭州市新西湖十景吴山天风景区，景区内保存有为元朝和明朝建筑，为历史文化古迹，总面积1000亩。

## 历史
城隍阁建立在吴山之上，一共七层，为大型仿古建筑，因原址为故浙江都城隍庙，故名城隍阁。

## 建筑
城隍阁的现存建筑为元朝和明朝建筑以及后来的仿古建筑，七层楼，高41.6米，建筑面积3789平方米，基址是用石头堆砌而成。

## 文化
城隍阁的每层楼都分别布有图画、木雕、古代建筑等。
- 一层楼：《斗茶图》、东阳木雕、《西湖龙舟竞渡》、《南宋杭城风情图》、《南宋宫廷大傩图》、《货郎出街》[4]
- 二层楼：《孙权收宝岛》、《大江风采》、《宋孝宗砸匾》、《乾隆除恶霸》、《一词识柳永》、《兵围韩王府》、《温日观骂贼》、《怒毁魏阉祠》、《吴山清韵》、《胡雪岩助银》[5]